# Armand Philippon
Armand Philippon (27 de agosto de 1761 - 4 de mayo de 1836), comúnmente llamado Phillipon, fue un soldado francés durante la Revolución Francesa y el posterior Primer Imperio Francés.
A pesar de alistarse en el ejército como soldado raso, Philippon ascendió al rango de General de División durante la Guerra de la Independencia y fue nombrado barón en 1809. Fue Gobernador de Badajoz desde 1811 hasta 1812, cuando fue capturado por los británicos tras la Batalla de Badajoz. Después de su captura, Philippon fue llevado al Reino Unido, pero rompió su libertad condicional y regresó a Francia y a la Grande Armée antes de retirarse del servicio militar el 15 de enero de 1814.

## Biografía
Nótese el uso de nomenclatura del calendario republicano francés.
Philippon nació en Rouen el 27 de agosto de 1761 y se alistó como soldado en el Regimiento de Lorena el 15 de abril de 1778. Fue ascendido a cabo el 16 de abril de 1785, a sargento en noviembre de 1786 y a sargento mayor el 15 de abril de 1790. Recibió su nombramiento el 9 de agosto de 1792, cuando fue nombrado capitán del 7º batallón de Bec-d'Ambès. Pasó de 1792 a 1793 haciendo campaña con la Armée du Nord, bajo el mando de los generales Joseph Marie Servan de Gerbey y Jacques Léonard Muller, antes de unirse a la Armée des Pyrénées occidentales bajo el mando del general Bon Adrien Jeannot de Moncey. Mientras servía en la frontera española, Philippon se distinguió por capturar un fuerte en Irurzun, defendido por 2.500 soldados españoles, con sólo 600 hombres. Este acto de valentía resultó en el ascenso de Philippon a Ayudante General y Jefe de Brigada provisional.
Philippon fue transferido a la Armeé d'Ouest en el año IV (1795-1796), luego destinado al Ejército del Danubio en el año VII (1798-1799), donde se le dio el mando de la 87.ª semibrigada. Los años IX-XI (1800-1803) los pasó haciendo campaña en Grisones, Valais, Suiza e Italia, y en octubre de 1803 se convirtió en coronel del regimiento de la 54.ª línea.
Después de pasar al ejército francés de Hannover, Philippon fue nombrado miembro de la Legión de Honor el 19 de noviembre de 1803 y oficial de esa orden el 14 de junio de 1804. 

## Participación en laGuerra de Independencia

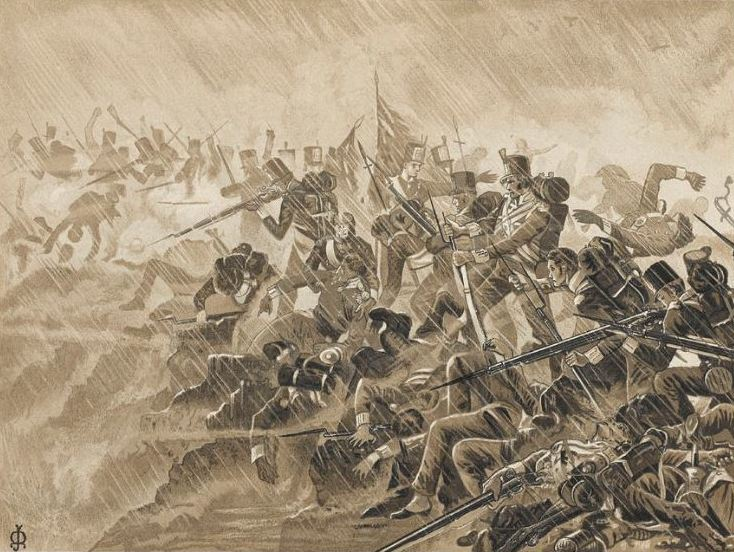
Dibujo inglés de la Batalla de La Albuera.

Sirvió en España durante la Guerra de Independencia desde 1808, fue nombrado barón en 1809 y entró en acción con la división del I Cuerpo del Mariscal Víctor del general Pierre Lapisse en la Batalla de Talavera y el Asedio de Cádiz. La conducta de Philippon en Cádiz resultó en su ascenso a general de brigada (Général de Brigade) el 25 de junio de 1810.
Philippon participó en la expedición del mariscal Soult a Extremadura en 1811 y volvió a distinguirse en la Batalla de Gévora. Tras la captura por los franceses de la importante ciudad fortaleza de Badajoz tras un primer asedio, Philippon fue nombrado gobernador de la ciudad el 11 de marzo de 1811, y se hizo famoso defendiendo la ciudad durante el segundo asedio. Mientras Sir William Beresford, el comandante del cuerpo aliado anglo-español-portugués que asediaba Badajoz, se defendía contra el intento de Soult de aliviar el asedio en la Batalla de La Albuera, Philippon dirigió una salida desde Badajoz y destruyó gran parte de las obras de asedio abandonadas  y continuó ofreciendo resistencia a los aliados hasta que se levantó el asedio el 20 de junio.

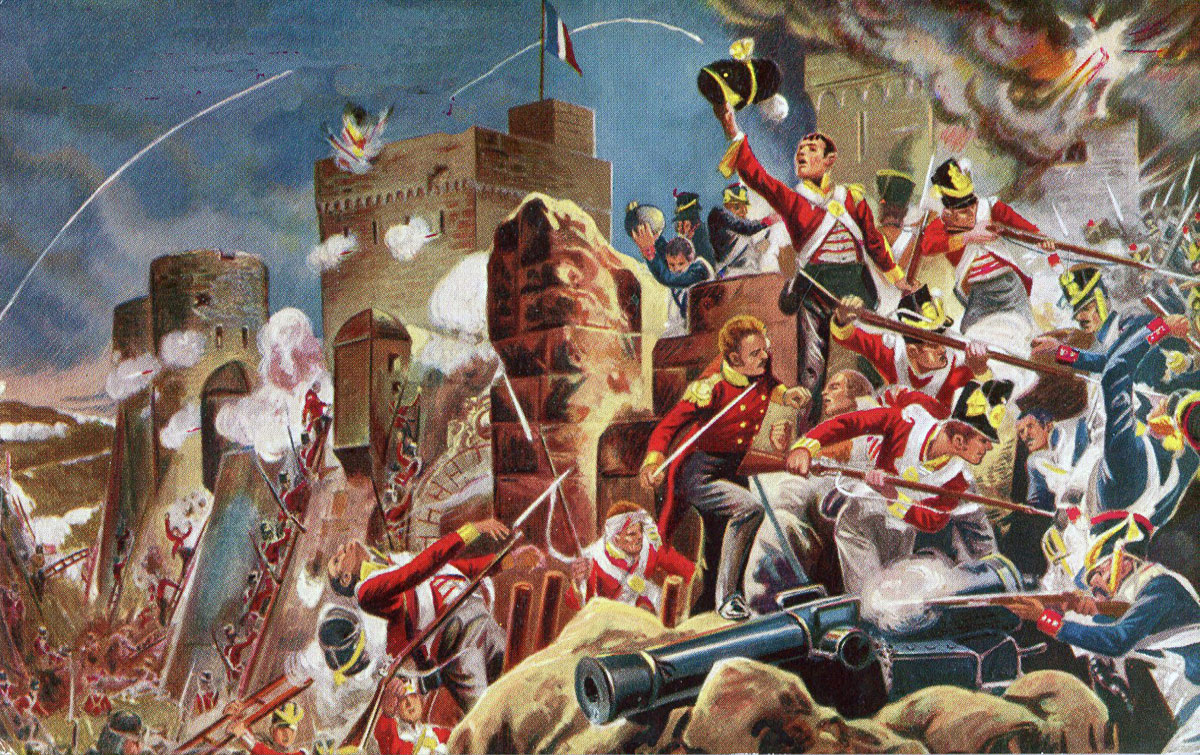
Ilustración del Asedio de Badajoz.

En reconocimiento a su defensa de Badajoz, Philippon fue ascendido a general de división (Général de Division) el 9 de julio de 1811 y permaneció al mando de la guarnición de la fortaleza. Cuando los aliados regresaron para sitiar la ciudad en 1812, las defensas de Philippon impidieron una vez más los intentos de capturarla. Las defensas que construyó hicieron inexpugnables las brechas en los muros de la fortaleza, y Badajoz sólo fue capturada tras el éxito inesperado de una escalada de distracción. Cuando la ciudad cayó en manos de los aliados el 6 de abril, tras la Batalla de Badajoz, Philippon se retiró al fuerte periférico de San Cristóbal, al otro lado del río Guadiana, pero se vio obligado a rendirse al día siguiente. Primero lo llevaron a Lisboa y luego lo embarcaron a Inglaterra, donde fijó su residencia en Oswestry. En julio de 1812, sin embargo, rompió su libertad condicional, abandonó Oswestry y, con la ayuda de contrabandistas, regresó a Francia.

Habiendo regresado a la Grande Armée en agosto de 1812, Philippon recibió el mando de la 1.ª División, 1 Cuerpo el 23 de marzo de 1813. En abril de ese año, se transfirió al 11 Cuerpo e hizo campaña con Vandamme en Bohemia. Fueron las hábiles maniobras de Philippon después de la Batalla de Kulm las que permitieron a los restos del ejército de Vandamme retirarse a Dresde, donde Philippon fue hecho prisionero junto                                                            con el Cuerpo de Laurent Gouvion Saint-Cyr.

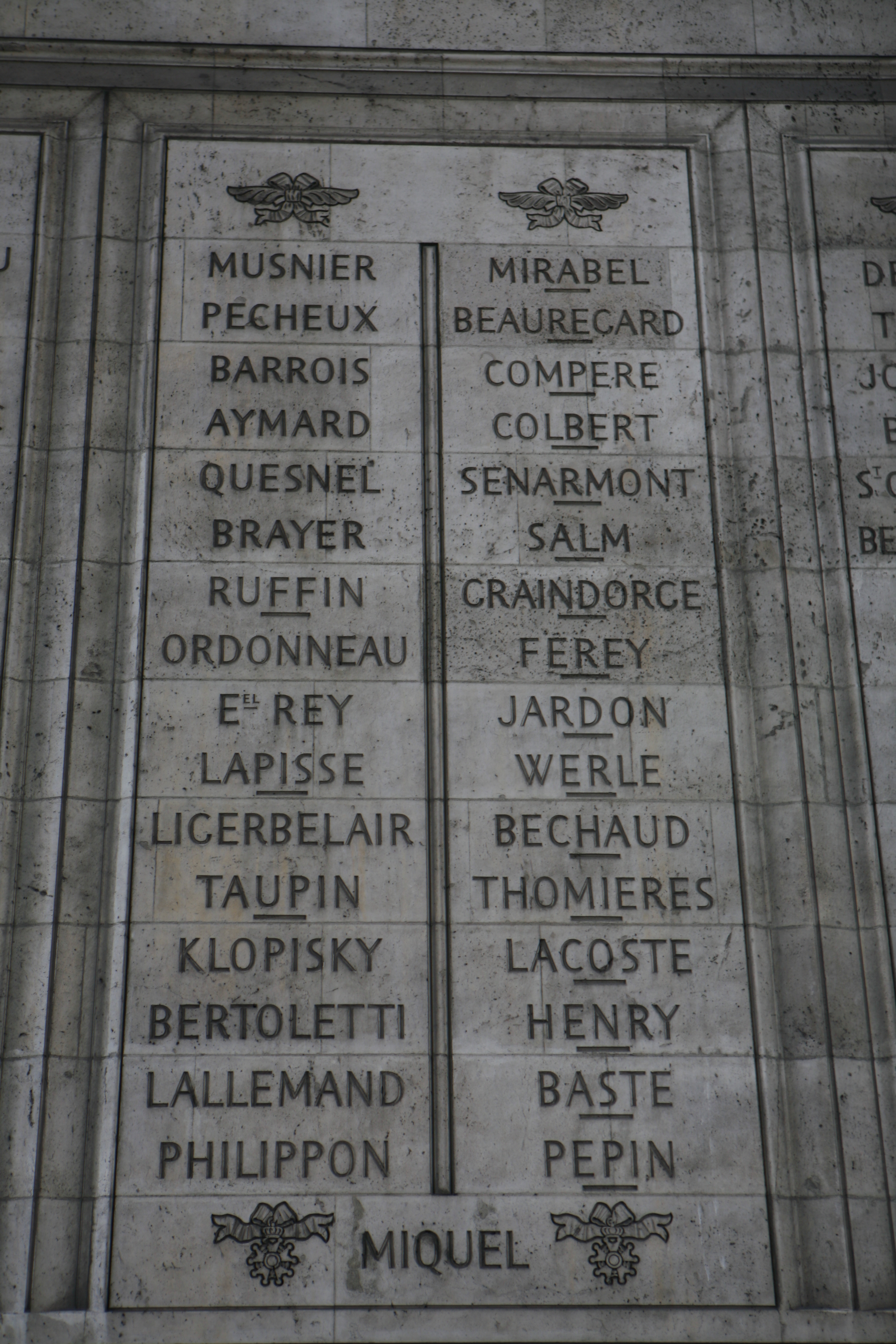
Lado oeste del Arco del triunfo de París, columnas 37 y 38.

## Resto de su vida
Al regresar a Francia en julio de 1812, trabajó en la Grande Armée en agosto del mismo año y luego obtuvo el mando de una división el 23 de marzo de 1813. El 7 de abril fue transferido al 11.° cuerpo y siguió al general Vandamme hacia las gargantas. de Bohemia. Después de la batalla de Kulm el 30 de agosto, fue él quien llevó los restos de las tropas francesas a Dresde, donde fue hecho prisionero el 11 de noviembre de 1813, con el cuerpo comandado por el mariscal Gouvion-Saint-Cyr.
Al regresar a Francia durante la Primera Restauración, el general Philippon fue nombrado caballero de Saint-Louis y obtuvo su jubilación el 15 de enero de 1814. Murió el 4 de mayo de 1836.
Su nombre está grabado en el Arco del Triunfo de l'Étoile, lado oeste.